# Beaudil Elzenga
Beaudil Richelle Elise Elzenga (Amersfoort, 7 februari 1992) is een Nederlandse actrice en zangeres. Ze kreeg naamsbekendheid door haar rol van Loes de Haan, de assistent van de rijke zakenvrouw Nina Sanders in de soapserie Goede tijden, slechte tijden.

## Biografie
Elzenga studeerde in 2016 af aan de Toneel & Kleinkunst Academie in Amsterdam en was vervolgens bij verschillende toneelgroepen aangesloten. Ze was onder andere te zien in Hamlet van Toneelgroep De Appel waar ze de rol van Ophelia vertolkte en in Op hoop van zegen waarin ze te zien was als Clementine. Daarnaast was Elzenga in hetzelfde jaar te zien als danseres/performer in de stukken Voor sommigen het eind van het land, voor anderen het begin van de wereld! en in Polonium 210 van Dégradé waardoor zij genomineerd werd voor de Piket Kunstprijzen in de categorie beste actrice.
In 2017 was Elzenga te zien als Aimee in de bekroonde korte film Aimée, die de Topkapi Films Fictie Prijs won voor beste korte fictiefilm. Vanaf november 2017 tot en met juli 2018 was Elzenga te zien in de soap Goede tijden, slechte tijden als Loes de Haan. In augustus 2018 werd bekendgemaakt dat Elzenga, dankzij deze rol genomineerd is voor de Zilveren Televizier-ster beste actrice van 2018.

## Filmografie

### Film
| Film als actrice | Film als actrice        | Film als actrice  | Film als actrice |
| Jaar             | Film                    | Rol               | Opmerkingen      |
| ---------------- | ----------------------- | ----------------- | ---------------- |
| 2017             | Aimée                   | Tessa             | Hoofdrol         |
| 2018             | Naar huis               | Marieke           | Bijrol           |
| 2018             | Flashback               | Erica             | Hoofdrol         |
| 2019             | Message before the Tone | Hannah            | Hoofdrol         |
| 2020             | 7-OD                    | Michelle          | Bijrol           |
| 2024             | Dit is geen kerstfilm   | vrouw bij bowling |                  |

### Televisie
| Televisie als actrice | Televisie als actrice        | Televisie als actrice | Televisie als actrice                        |
| Jaar                  | Programma                    | Rol                   | Opmerkingen                                  |
| --------------------- | ---------------------------- | --------------------- | -------------------------------------------- |
| 2017                  | Zuidas                       | Nina                  | Gastrol                                      |
| 2017-2018             | Goede tijden, slechte tijden | Loes de Haan          | Vaste rol                                    |
| 2019                  | Wat een verhaal              | Maaike                | Gastrol / aflevering ‘De Lunch’              |
| 2019                  | Flikken Rotterdam            | Gloria                | Gastrol                                      |
| 2020                  | Hoogvliegers                 | Receptionist          | Gastrol                                      |
| 2020                  | Flikken Maastricht           | Mariska               | Gastrol / aflevering ‘Parasiet’              |
| 2022                  | NOOD                         | Lauren                | Hoofdrol / aflevering 'Afspraak is afspraak' |
| 2022                  | De poli                      | Robin                 | Gastrol                                      |
| 2023                  | Dag & Nacht                  | Lies                  | Gastrol                                      |
| 2023-heden            | Eén grote familie            | Zoë                   | Bijrol                                       |
| 2023                  | All Stars en Zonen           | Karina                | Bijrol                                       |
| 2024                  | Gooische vrouwen             | Bemiddelaar           | Gastrol                                      |

## Theater
| Toneel | Toneel                        | Toneel                                                                     | Toneel                     |
| Jaar   | Toneelgroep                   | Voorstelling                                                               | Rol                        |
| ------ | ----------------------------- | -------------------------------------------------------------------------- | -------------------------- |
| 2015   | Toneelgroep De Appel          | Op hoop van zegen                                                          | Clementine, hoofdrol       |
| 2016   | Dégradé                       | Polonium 210                                                               | Danser/Performer, hoofdrol |
| 2016   | Dégradé                       | Voor sommigen het einde van het land, voor anderen het begin van de wereld | Danser, hoofdrol           |
| 2016   | Toneelgroep De Appel          | Hamlet                                                                     | Ophelia, bijrol            |
| 2017   | Ro Theater                    | Vandaag liever dan toen                                                    | Solo, hoofdrol             |
| 2017   | het Vijfde Bedrijf            | De Dansende Madonna                                                        | Zangeres, bijrol           |
| 2018   | Dégradé                       | Triptiek van de Macht                                                      | Performer, bijrol          |
| 2019   | Sexyland                      | Opera Ariadne                                                              | Zangeres, hoofdrol         |
| 2019   | Frascati Amsterdam            | MANIAC                                                                     | Hoofdrol                   |
| 2020   | Zeelandia, Gerardjan Rijnders | JANIS                                                                      | Hoofdrol                   |
| 2022   | House of Rat                  | SYLVIA & TED                                                               | Hoofdrol                   |
| 2022   | Rabarber, eigen regie         | Over Nachten                                                               | Regisseur                  |
| 2023   | Theater Mooi Weer             | The New Electric Ballroom                                                  | Hoofdrol                   |
| 2023   | Theater Mooi Weer             | Carnage                                                                    | Hoofdrol                   |
| 2024   | Theater Mooi Weer             | Scenes uit een Huwelijk                                                    | Hoofdrol                   |
| 2024   | Theater Mooi Weer             | MacBeth                                                                    | Lady Macbeth               |

## Nominaties/prijzen
| Jaar | Wat                        | Categorie                    |
| ---- | -------------------------- | ---------------------------- |
| 2016 | Piket Kunstprijzen         | Beste actrice, nominatie     |
| 2017 | Topkapi films fictie prijs | Beste kortfilm: Aimée, prijs |
| 2018 | Zilveren Televizierster    | Beste actrice, nominatie     |